# Ray Guy Award
Le Ray Guy Award est une récompense décernée chaque année au meilleur joueur de football américain de niveau universitaire aux États-Unis évoluant au poste de punter. Il est décerné par l'Augusta Sports Council et fait référence à Ray Guy, un ancien punter des Golden Eagles de Southern Miss en NCAA et ancien all-pro des Raiders d'Oakland en NFL.
Les joueurs nommés sont évalués sur base de leurs statistiques globales et de leur apport au sein de leur équipe. Un accent particulier est porté sur les statistiques suivantes : la moyenne globale des bottés, le pourcentage total des bottés de dégagement sous la ligne des 20 yards, et le pourcentage de bottés de dégagement non retourné. Un comité national composé de journalistes sportifs, d'entraîneurs de NCAA Division I FBS, de directeurs sportifs et d'anciens lauréats décerne le prix. Le gagnant doit avoir fait preuve de leadership, d'auto-discipline, et avoir eu un impact positif sur son équipe.

## Palmarès
| Saisons | Joueurs                  | Équipes                        |
| ------- | ------------------------ | ------------------------------ |
| 2000    | Kevin Stemke             | Badgers du Wisconsin           |
| 2001    | Travis Dorsch            | Boilermakers de Purdue         |
| 2002    | Mark Mariscal            | Buffaloes du Colorado          |
| 2003    | B. J. Sander             | Buckeyes d'Ohio State          |
| 2004    | Daniel Sepulveda         | Bears de Baylor                |
| 2005    | Ryan Plackemeier         | Demon Deacons de Wake Forest   |
| 2006    | Daniel Sepulveda         | Bears de Baylor                |
| 2007    | Durant Brooks            | Yellow Jackets de Georgia Tech |
| 2008    | Matt Fodge               | Cowboys d'Oklahoma State       |
| 2009    | Drew Butler              | Bulldogs de la Géorgie         |
| 2010    | Chas Henry               | Gators de la Floride           |
| 2011    | Ryan Allen               | Bulldogs de Louisiana Tech     |
| 2012    | Ryan Allen               | Bulldogs de Louisiana Tech     |
| 2013    | Tom Hornsey              | Tigers de Memphis              |
| 2014    | Tom Hackett              | Utes de l'Utah                 |
| 2015    | Tom Hackett              | Utes de l'Utah                 |
| 2016    | Mitch Wishnowsky         | Utes de l'Utah                 |
| 2017    | Michael Dickson          | Longhorns du Texas             |
| 2018    | Braden Mann (en)         | Aggies de Texas A&M            |
| 2019    | Max Duffy (en)           | Wildcats du Kentucky           |
| 2020    | Pressley Harvin III (en) | Yellow Jackets de Georgia Tech |
| 2021    | Matt Araiza (en)         | Aztecs de San Diego State      |
| 2022    | Adam Korsak (en)         | Scarlet Knights de Rutgers     |
| 2023    | Tory Taylor (en)         | Hawkeyes de l'Iowa             |

## Statistiques par équipes
| Équipes                        | Nombre |
| ------------------------------ | ------ |
| Utes de l'Utah                 | 3      |
| Bears de Baylor                | 2      |
| Yellow Jackets de Georgia Tech | 2      |
| Bulldogs de Louisiana Tech     | 2      |
| Aztecs de San Diego State      | 2      |
| Buffaloes du Colorado          | 1      |
| Gators de la Floride           | 1      |
| Bulldogs de la Géorgie         | 1      |
| Hawkeyes de l'Iowa             | 1      |
| Wildcats du Kentucky           | 1      |
| Tigers de Memphis              | 1      |
| Buckeyes d'Ohio State          | 1      |
| Cowboys d'Oklahoma State       | 1      |
| Boilermakers de Purdue         | 1      |
| Scarlet Knights de Rutgers     | 1      |
| Longhorns du Texas             | 1      |
| Aggies de Texas A&M            | 1      |
| Demon Deacons de Wake Forest   | 1      |
| Badgers du Wisconsin           | 1      |